# Клеверсон Габријел Кордова
Клеверсон Габријел Кордова (порт. Cléverson Gabriel Córdova; Гварапуава, 9. август 1985), познат под именом Клео (порт. Cléo), бивши је бразилски фудбалер. Клео има држављанство Србије од 2010. године.

## Каријера
Каријеру 2004. започиње у португалском трећелигашу Оливаис Москавидеу, одакле 2005. прелази у бразилски Атлетико Паранаинсе, одакле га одмах шаљу на позајмицу Фигуиренсе. 2006. се поново враћа у Оливаис Москавиде, где остаје до 2009.
Клеа је на позајмицу у Црвену звезду из португалског трећелигаша Оливаис Москавидеа довео тадашњи спортски директор Горан Буњевчевић. Клео је у лошој Звездиној сезони играо солидно, постигавши 8 голова у 20 првенствених утакмица. По завршетку сезоне Црвена звезда није хтела да откупи Клеов уговор, због мишљења тадашњег спортског директора да он није потребан Звезди.

### Партизан

#### Сезона 2009/10.
Највећи Звездин ривал Партизан је са Клеом склопио уговор на четири године, па је Клео је на тај начин постао први играч у последњих 20 година који је прешао из редова Црвене звезде у Партизан (последњи је био Горан Милојевић). Клео је дебитовао за Партизан у другом колу квалификација за Лигу шампиона против велшког Рила у победи Партизана 0:4. У реваншу Клео је постигао хет-трик у историјској победи Партизана 8:0. 15. августа Клео је на свом дебију у Суперлиги Србије постигао гол и уписао асистенцију против чачанског Борца. Постигао је гол и у првом колу групне фазе Лиге Европе против француске Тулузе. 28. новембра је постигао гол у Вечитом дербију на Маракани у победи Партизана 1:2. У сезони 2009/10. је освојио Куп Србије и Првенство Србије. Клео је на 40 утакмица у свим такмичењима постигао 22 гола и уписао 7 асистенција.

#### Сезона 2010/11.
Клео је постигао два гола у двомечу са Пјуником. 28. јула постигао је гол у надокнади времена у првој утакмици трећег кола квалификација за Лига шампиона против Хелсинкија у победи Партизана 3:0. У реваншу је постигао 2 гола (један у 90. минуту) у победи Партизана 1:2. 18. августа Клео је постигао гол у првој утакмици плеј-офа за Лигу шампиона против Андерлехта. У реваншу Клео је постигао 2 гола, реализовао пенал и први пут после сезоне 2003/04. Партизан се нашао поново у елити европског фудбала. 15. септембра Клео је дебитовао у Лиги шампиона против Шахтјора на Донбас арени. 28. септембра Клео је постигао гол против Арсенала са беле тачке у 33. минуту, а у 84. је промашио пенал у поразу Партизана 1:3. Клео је био стрелац и на Емирејтсу у поразу Партизана 3:1. Током јесени 2010. Клео је био један од најтраженијих играча у Европи. Тражио га је Ливерпул, Трабзон, Волфсбург, Пари Сен Жермен, Виљареал и Атлетико Мадрид. 4. децембра Клео је на својој последњој утакмици у црно-белом дресу постигао два гола против ужичке Слободе у победи Партизана 5:2.

### Гуангџоу
У фебруару 2011. Клео је потписао за кинески Гуангџоу.

## Статистика
Од 4. септембра 2010.
| Клуб     | Сезона  | Лига   | Лига | Куп    | Куп  | Европа | Европа | Укупно | Укупно |
| Клуб     | Сезона  | Утакм. | Гол. | Утакм. | Гол. | Утакм. | Гол.   | Утакм. | Гол.   |
| -------- | ------- | ------ | ---- | ------ | ---- | ------ | ------ | ------ | ------ |
| Партизан | 2009/10 | 27     | 14   | 4      | 2    | 9      | 6      | 40     | 22     |
| Партизан | 2010/11 | 14     | 8    | 1      | 2    | 12     | 10     | 27     | 20     |
| Партизан | Укупно  | 41     | 22   | 5      | 4    | 21     | 16     | 67     | 42     |